# Humble Pie
Humble Pie var en brittisk musikgrupp bildad 1968 i Essex, England.
Humble Pie bildades på initiativ av förre Small Faces-sångaren Steve Marriott. Övriga medlemmar i gruppen var Peter Frampton (gitarr, tidigare medlem i popbandet The Herd), och två före detta medlemmar i rockbandet Spooky Tooth, Greg Ridley (basgitarr) och Jerry Shirley (trummor). Dave Clempson tog över som gitarrist 1971.
Humble Pies tidiga låtar var lugna och akustiska, men 1971 då gruppen släppte albumet Rock On, ändrades det. Humble Pie kom nu att göra sig känt som ett hårt rockband med utmanande texter. Sitt mest framgångsrika album släppte de 1972, Smokin'. Efterföljande skivor sålde sämre och man beslöt bryta upp 1975 efter det kommersiella fiaskot med albumet Street Rats.

## Medlemmar
Senaste medlemmar
- Jerry Shirley – trummor, percussion, keyboard, gitarr, sång (1969–1975, 1980–1981, 1989–1999, 2001–2002)
- Greg Ridley – basgitarr, sång, gitarr, percussion (1969–1975, 2001–2002; död 2003)
- Bobby Tench – gitarr, keyboard, sång (1980–1981, 2001–2002)
- Dave "Bucket" Colwell – gitarr, mandolin (2001–2002)
- Dean Rees – keyboard (2002)

Tidigare medlemmar
- Steve Marriott – gitarr, munspel, piano, keyboard, sång (1969–1975, 1980–1983; död 1991)
- Peter Frampton – gitarr, keyboard, sång (1969–1971)
- David "Clem" Clempson – gitarr, keyboard, sång (1971–1975)
- Anthony "Sooty" Jones – basgitarr, sång (1980–1981, 1989; död 1999)
- Fallon Williams III – trummor (1982–1983)
- Jim Leverton – basgitarr, sång (1982–1983)
- Goldy McJohn – keyboard (1982)
- Keith Christopher – basgitarr (1983)
- Tommy Johnson – gitarr (1983)
- Phil Dix – gitarr (1983)
- Rick Richards – gitarr (1983)
- Dave Hewitt – basgitarr (1983)
- Charlie Huhn – gitarr, sång (1989–2000)
- Wally Stocker – sologitarr, sång (1989–1990)
- Sean Beavan – basgitarr (1989–1990)
- Scott Allen – basgitarr (1990–1992)
- Alan Greene – sologitarr (1990–1999)
- Sam Nemon – basgitarr (1992–1996)
- Brad Johnson – basgitarr ((1996–1999)
- Ean Evans – basgitarr (2000; död 2009)
- Kent Gascoyne – basgitarr (2000)
- Jamie Darnell – trummor (2000)
- Rick Craig – sologitarr (2000)
- Patrick Thomas – sologitarr (2000)

## Diskografi
Studioalbum
- As Safe as Yesterday Is (1969) (UK Albums Chart #32)
- Town and Country (1970)
- Rock On (1971)
- Smokin' (1973) (UK #28)
- Eat It (1973) (UK #34)
- Thunderbox (1974)
- Street Rats (1975)
- On to Victory (1980)
- Go for the Throat (1981)
- Back on Track (2002)

Livealbum
- Performance: Rockin' the Fillmore (1972)

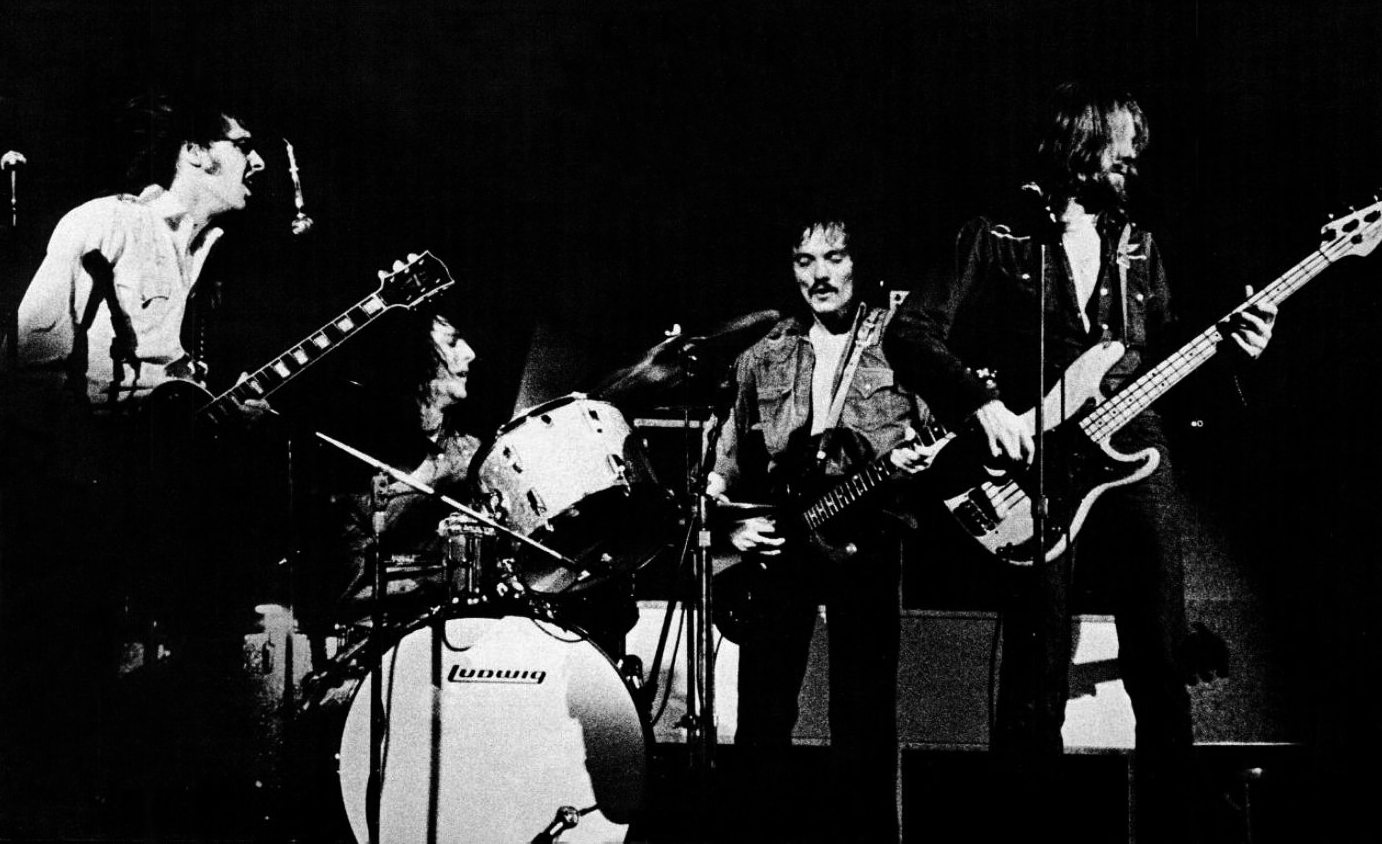
Humble Pie 1971.

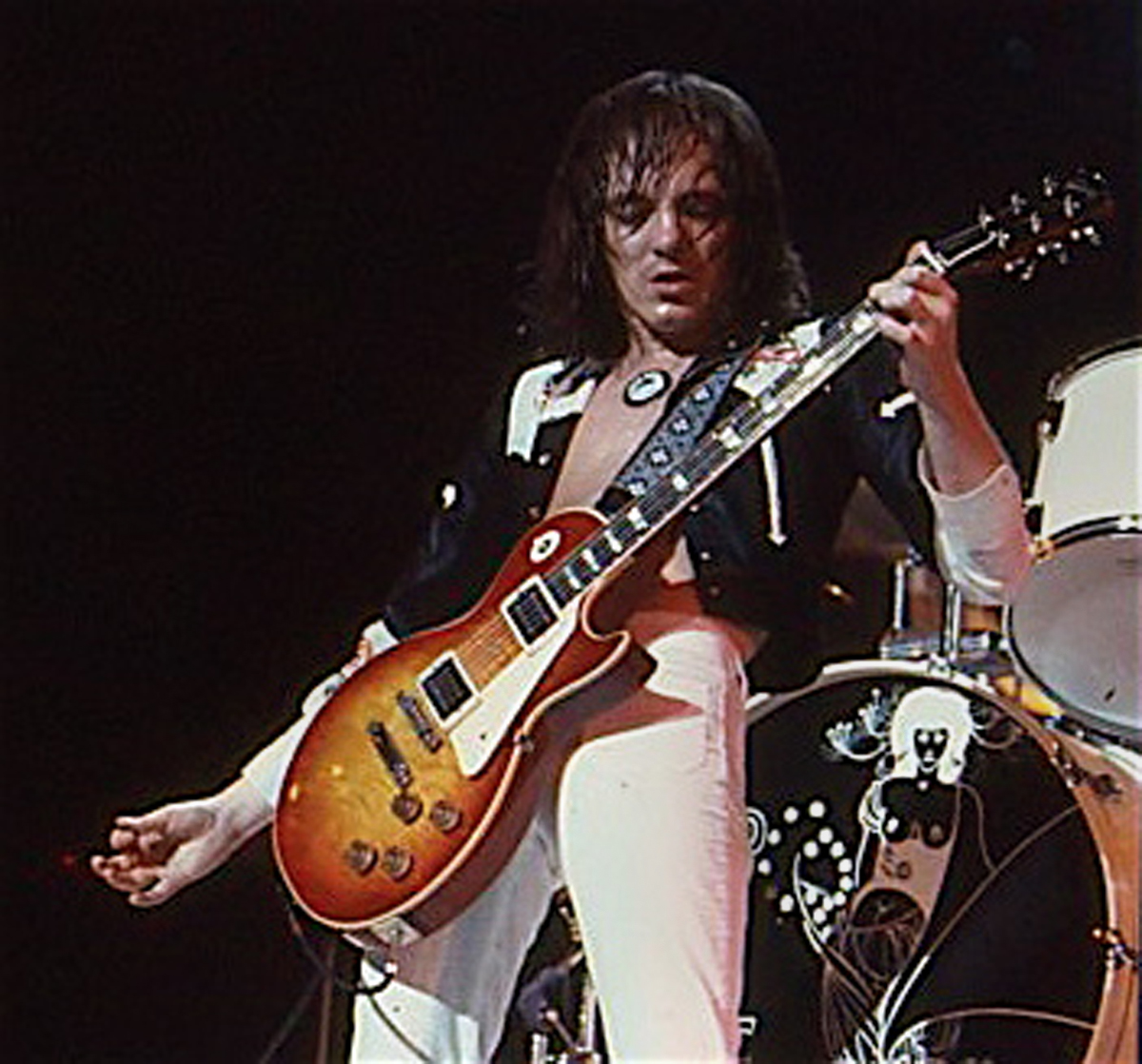
Steve Marriott live med Humble Pie i Madison Square Garden.

- King Biscuit Flower Hour: In Concert (1996)
- Extended Versions (2000)
- Natural Born Boogie: The BBC Sessions (2000)
- Live at the Whisky A Go-Go '69 (2002)
- Greatest Hits Live (2003)
- Live In New York 1971 (2012)
- Performance Rockin' the Fillmore: The Complete Recordings (2013)

Samlingsalbum
- Lost and Found (1973)
- Back Home Again (1976)
- Best of Humble Pie (1982)
- Classics Volume 14 (1987)
- Early Years'" (1994)
- Hot n' Nasty: The Anthology (1994)
- The Scrubbers Sessions (1997)
- The Immediate Years: Natural Born Boogie (1999)
- Running with the Pack (1999)
- Twentieth Century Masters: The Millennium Collection (2000)
- The Atlanta Years (2005)
- The Definitive Collection (2006)
- One More for the Old Tosser (2006)

Singlar
- "Natural Born Bugie" / "Wrist Job" (1969) (UK Singles Chart #4)
- "The Sad Bag of Shaky Jake" / "Cold Lady" (1969)
- "Big Black Dog" / "Strang Days" (1970)
- "Shine On" / "Mister Ring" (1971)
- "I Don't Need No Doctor" / "A Song for Jenny" (1971)
- "Hot 'n' Nasty" / "You're So Good For Me" (1972)
- "30 Days in the Hole" / "C'mon Everybody" / "Road Runner" (1972)
- "Get Down to It" / "Honky Tonk Women" (1973)
- "Shut Up and Don't Interrupt Me" / "Black Coffee" (1973)
- "Black Coffee" / "Say No More" (1973)
- "Oh la de Da" / "The Outcrowd" (1973)
- "Ninety-Nine Pounds" / "Rally With Ali" (1974)
- "Rock and Roll Music" / "Scored Out" (1975)
- "Fool for a Pretty Face" / "You Soppy Prat" (1980)
- "Tin Soldier" (1981)